# Västerdalton
Västerdalton är ett musikalbum utgivet på hösten 1972, med spelmännen Anders Rosén och Kalle Almlöf, samt sångaren Dansar Edvard Jonsson. Etiketten kallade de Fjedur, nummer FJDLP 72-001, och den pryddes av en tjädertupp i silhuett (fjedur betyder tjäder på Malungsmål). Anders och Kalle spelade in musiken hemma och hos Dansar Edvard på en Uher-bandspelare, tog ett lån på 3.000 kr hos Malungs sparbank, skickade bandet till Polygram i Tyskland och fick skivan pressad. Mycket tack vare en välvillig recension i Expressen, såldes den snart slut. 

Efter att ha besökt och studerat äldre spelmän och deras spelsätt, lyssnat på äldre inspelningar och experimenterat, utgående från uppteckningar av Einar Övergaard gjorda 1896, spelade Kalle och Anders med fiolen mot bröstet, begagnade olika förstämningar av fiolen och flersträngsspel.  Spelsättet och attityden blev stilbildande bland yngre spelmän, likaså att ge ut sin egen musik på eget bolag. Påverkan märks de närmast följande åren på folkmusikskivor från hela Sverige, liksom på Zornmärkesuppspelningarna.
Kalle Almlöf och Anders Rosén [har] verkligen lyckats tillägna sig det gamla förnämliga västerdalsspelet. För att nå detta mål har de båda spelmännen ”kastat” alla konventioner och fördomsfritt återgått till det gamla spelsättet med fiolen mot bröstet och stråkfattning långt in på stången. Citat från skivans baksidestext av Knis Karl Aronsson.
LP-skivan återutgavs 1974 på Europa Films nya folkmusiketikett Fjedur (namnet övertaget från Rosén & Almlöf) med nummer EFG-7354. Ytterligare en återutgivning blev det 1977 på Sonet SLP-2065. Det var tänkt att den skulle ingå som nummer 18 i Sonets Folkmusikserie 2001, men masterbandet kunde inte återfinnas och CD:n kom inte ut. Den återutgavs istället 2012 på CD av Anders Rosén, på hans bolag Hurv med nummer KRCD-46.

## Låtlista
SIDA I
1. Säll ô lôcklä. Edvard har visan efter sin far Dansar Jonas Halvarsson. 1.32
2. Gånglåt efter Herman Strömberg, sonson till Lejsme Per Larsson. 2.25
3. ”Kåtlåten” efter Sjungar Lars Larsson från Hammarsbyn i Lima. 2.02
4. Springlek eller s.k. bakmes, efter Omas Per Nilsson från Transtrand. 1.55
5. ”Pellikvalsen” efter Lejsme Per, hans älsklingslåt. Solo Kalle. 1.56
6. Polska efter Lars Vilhelm Johansson från Heden i Lima. 1.54
7. Pols från Särna, ursprungligen norsk. Solo Anders. 1.39
8. Springlek efter Perbjörs Erik Persson, i dagligt tal Fjös Erk, från Bu i Lima. 2.03
9. Springlek efter Fjös Erk. Solo Kalle.2.09
10. Ve ska ro nol ô öst yvy sjögân, efter Pä Britta Pärsdotter, Edvards moster. 2.29
11. ”Joskvarnleken”, vals efter bl.a. Lejsme Per och Länsmans Erik från Mobyn i Malung. 2.17
12. Polska efter Anders Engström från Tretjärn i Järna. Solo Anders. 1.40

SIDA II
1. Vårôn värd, efter Troskari Mats Olsson från Västra Fors i Malung. Alla tre. 1.24
2. Brudmarsch från Nås i den gamla stilen från bl.a. Nugos Per Halvarsson. 1.54
3. Polska efter Lejsme Per från Malungs finnmark. Solo Anders. 1.35
4. Polska efter Lars Vilhelm Johansson. 2.00
5. Vals efter Simons Per från Transtrand. 1.52
6. Schottis efter Lars Vilhelm Johansson. Solo Kalle. 1.40
7. Stor sak om världen hatar mig. Edvard har den efter sin far. 2.49
8. Springlek efter Omas Per. 2.06
9. Polska efter Lejsme Per. Solo Anders. 1.49
10. Polska eller springlek efter Sjungar Lars. Låten är ursprungligen från Transtrand. 1.53
11. Springlek efter Lissmyr Erik Persson från Västra Fors i Malung. Solo Kalle. 1.55
12. Kvällen stundar, gammalt Malungskväde. 1.15

Låtkommentarer och framsidesfoto på Nugos Per av Anders Rosén.